# Hőáramlás

Természetes konvekció által létrehozott cirkuláció sémája

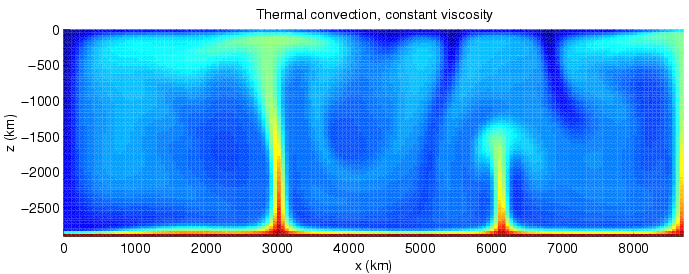
A földköpenyben zajló konvekció szimulációját mutató diagram. A vörös szín a melegebb, a kék szín a hidegebb részeket jelöli.

A hőáramlás vagy konvektív hőátadás a hőátadás olyan formája, amely során a hő átadása hőt felvevő, felmelegedő részecskék tovaáramlásával zajlik. Például a lábasban melegített víznél a lábas forró aljánál lévő vízrészecskék előbb hőt vesznek fel a lábas aljától, felmelegednek, majd a részecskék felfelé áramlanak, ahol fokozatosan átadják a hő egy részét a távolabbi, hidegebb vízrészecskéknek. A hőáramlás az áramlás eredete szerint két fő típusba sorolható:
- szabad vagy természetes konvekció: Az áramlást nem külső erő hozza létre, hanem az áramló közeg belső állapotából adódik, illetve abból, hogy a közegben az állapotjelzők lokálisan eltérnek, és ez hőmérsékleti gradienst, nyomási gradienst, sűrűségi gradienst hoz létre.
- mesterséges konvekció: Az anyagot, és azzal együtt a hőt, valamilyen külső erő mozgatja, például pumpa vagy ventilátor által.

Emberi időskálán légnemű vagy folyékony közeg áramlása a jellemző, de hosszú idő távlatában a szilárd anyag is hasonlóan viselkedik. Erre példa a földköpeny, amelynek nagy része bizonyítottan szilárd halmazállapotú, mégis megfigyelhetők benne a sűrűségkülönbségből adódó anyagáramlások. 
Hőáramlás elvén működnek a konvektor fűtőtestek.